# Palazzo Costanzo
Palazzo Costanzo – pałac w Mdinie na Malcie. Znajduje się przy Villegaignon Street (Triq Villegaignon róg Triq Is-Salvatur). 

## Początki
Zbudowany w roku 1666 przez Tomaso Costanzo, potomka szlacheckiej rodziny z Sycylii, jako rezydencja rodzinna. 

## Architektura
Pałac posiada dwie kondygnacje oraz podziemne piwnice. Symetryczna fasada charakteryzuje się prostokątnym głównym wejściem, do którego prowadzą dwa schody. Nad drzwiami, poniżej otwartego balkonu znajduje się niewielkie owalne okno. Balkon opiera się na czterech prosto zdobionych konsolach. Po każdej stronie drzwi balkonowych znajdują się dwa okna, umieszczone dokładnie nad takimi samymi na parterze budynku. Obramowania okien są proste w zdobieniu. 

## Stan obecny
Obecnie w pałacu znajduje się restauracja, kawiarnia, sklep z pamiątkami oraz wystawiany jest Medieval Times Show, wprowadzający widza w lokalne życie w XIV i XV wieku. 
Pałac umieszczony jest na liście National Inventory of the Cultural Property of the Maltese Islands.